# Rì rì cát
Rì rì cát hay rù rì cát (danh pháp khoa học: Ehretia aquatica) là loài thực vật có hoa thuộc họ Dót (Ehretiaceae) hoặc trong phân họ Ehretioideae thuộc Boraginaceae nghĩa rộng.
Loài này được João de Loureiro miêu tả khoa học đầu tiên năm 1790 dưới danh pháp Rotula aquatica. Năm 2001, Gottschling & Hilger chuyển nó sang chi Ehretia.